# Kreis Guhrau

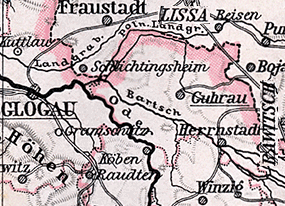
Der Kreis Guhrau in den Grenzen von 1818 bis 1932

Der Kreis Guhrau war ein preußischer Landkreis in Schlesien und bestand von 1742 bis 1945. Seine Kreisstadt war die Stadt Guhrau. Das ehemalige Kreisgebiet liegt heute in der polnischen Woiwodschaft Niederschlesien.

## Verwaltungsgeschichte

### Königreich Preußen/Deutscher Bund
Nach der Eroberung des größten Teils von Schlesien durch Preußen im Jahre 1741 wurden durch die königliche Kabinettsorder vom 25. November 1741 in Niederschlesien die preußischen Verwaltungsstrukturen eingeführt. Dazu gehörte die Einrichtung zweier Kriegs- und Domänenkammern in Breslau und Glogau sowie deren Gliederung in Kreise und die Einsetzung von Landräten zum 1. Januar 1742.
Im Fürstentum Glogau wurden aus den sechs bestehenden alten schlesischen Weichbildern Freystadt, Glogau, Grünberg, Guhrau, Schwiebus und Sprottau preußische Kreise gebildet, darunter auch der Kreis Guhrau. Der Kreis unterstand von 1741 bis 1808 der Kriegs- und Domänenkammer zu Glogau. Im Zuge der Stein-Hardenbergischen Reformen wurde er 1815 dem Regierungsbezirk Breslau der Provinz Schlesien zugeschlagen.
Bei der Kreisreform vom 1. Januar 1818 im Regierungsbezirk Breslau erhielt der Kreis Guhrau die Stadt Herrnstadt sowie die Dörfer Austen, Bartschdorf, Bobiele, Brenowitz, Bronau, Buschen, Corangelwitz, Duchen, Geischen, Gewehrsewitz, Globitschen, Gohle, Gorkau, Groß Räudchen, Groß Saul, Groß Wiersewitz, Heidchen, Herrndorf, Herrnlauersitz, Hochbeltsch, Irrsingen, Kaltvorwerg, Klein Beltsch, Kleinlauersitz, Klein Saul, Klein Räudchen, Klein Wiersewitz, Königsbruch, Königsdorf, Lübchen, Oderbeltsch, Porlewitz, Rützen Stadt, Saborwitz, Sackern einschließlich Zapplauerling, Sandeborske und Wehrse, Sandewalde, Schätz, Ober, Mittel u. Nieder Schlaupe, Schubersee, Schwinaren, Sophienthal, Stadtherrnstadt, Stadtvorwerk, Triebusch, Tscheschenheyde, Tscheschkowitz, Tschistey, Waldvorwerk, Wendstadt, Wikoline, Wilhelmsbruch, Woidnig, Zechen, Züchen aus dem Kreis Wohlau. Der Kreis Guhrau seinerseits gab die Stadt Köben sowie die Dörfer Brödelwitz, Guhren, Köben Dorf, Läskau, Mühlgast, Nährschütz, Radschütz und Ristitz an den Kreis Steinau und die Dörfer Alt Herdau, Ibsdorf, Neu Heydau, Neu Vorwerk, Rauschen, Schleswig Vorwerk, Schmögerle und Wischütz an den Kreis Wohlau ab.

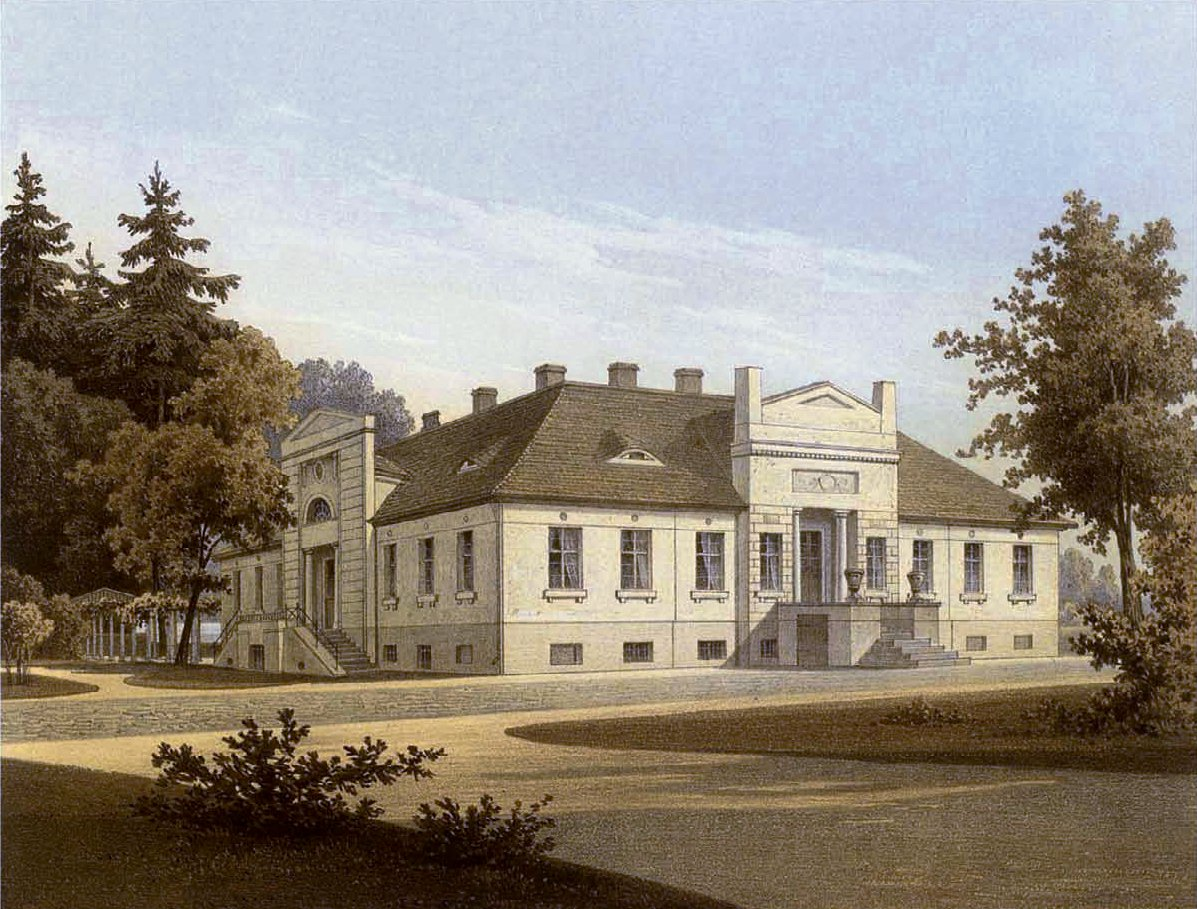
Gut Lübchen um 1860, Sammlung Alexander Duncker

### Norddeutscher Bund/Deutsches Reich
Seit dem 1. Juli 1867 gehörte der Kreis zum Norddeutschen Bund und ab dem 1. Januar 1871 zum Deutschen Reich. Zum 8. November 1919 wurde die Provinz Schlesien aufgelöst. Aus den Regierungsbezirken Breslau und Liegnitz wurde die neue Provinz Niederschlesien gebildet. Mit Inkrafttreten des Versailler Vertrages fielen am 10. Januar 1920 die Landgemeinden Gabel, Katschkau, Roniken und Triebusch sowie die Gutsbezirke Gabel, Roniken und Triebusch aus dem Kreis Guhrau an Polen.
Zum 30. September 1928 fand im Kreis Guhrau wie im übrigen Freistaat Preußen eine Gebietsreform statt, bei der alle Gutsbezirke aufgelöst und benachbarten Landgemeinden zugeteilt wurden. Zum 1. Oktober 1932 erfolgte eine Vergrößerung des Kreisgebietes durch die Umgliederung der Landgemeinden Akreschfronze, Alt Neu Heidau, Dahsau, Gimmel, Groß Tschuder, Hengwitz, Hünern, Kadlewe, Kamin, Klein Peterwitz, Klein Tschuder, Kutscheborwitz, Lendschütz, Leubel, Neuvorwerk, Osselwitz, Ostrawe, Peiskern, Pluskau, Schmögerle, Tscheschen, Tschilesen und Wehlefronze aus dem Kreis Wohlau in den Kreis Guhrau.
Am 1. April 1938 wurden die preußischen Provinzen Niederschlesien und Oberschlesien zur neuen Provinz Schlesien zusammengeschlossen. Zum 18. Januar 1941 wurde die Provinz Schlesien aufgelöst. Aus den Regierungsbezirken Breslau und Liegnitz wurde die neue Provinz Niederschlesien gebildet.
Im Januar–Februar 1945 sammelten sich die Einwohner und flüchteten in Trecks vor der heranrückenden Roten Armee und den Kampfhandlungen gen Westen. Im Frühjahr 1945 wurde das Kreisgebiet von der Roten Armee besetzt. Im Sommer 1945 wurde das Kreisgebiet von der sowjetischen Besatzungsmacht gemäß dem Potsdamer Abkommen unter polnische Verwaltung gestellt. In der Folgezeit wurde die zurückgekehrte deutsche Bevölkerung aus dem Kreisgebiet vertrieben.

## Einwohnerentwicklung
| Jahr | Einwohner | Quelle |
| ---- | --------- | ------ |
| 1795 | 21.387    | [ 11 ] |
| 1819 | 31.999    | [ 12 ] |
| 1846 | 37.971    | [ 13 ] |
| 1871 | 36.694    | [ 14 ] |
| 1885 | 36.955    | [ 15 ] |
| 1900 | 33.426    | [ 16 ] |
| 1910 | 33.775    | [ 16 ] |
| 1925 | 34.818    | [ 17 ] |
| 1939 | 39.028    | [ 17 ] |

## Landräte
- 1742–000000Johann von Stentsch[2]
- 17470000000George Abraham von Lestwitz[4]
- 1748–175100August Constantin von Schlichting[4]
- 1751–175300Friedrich Rudolph von Tschammer[4]
- 1753–177700George Ludwig von Haugwitz[4]
- 1777–178200Friedrich von Dyhrn[4]
- 1782–180600Carl Ludwig Ewald von Massow (1748–1808)
- 1815–183500Hans von Carmer
- 1835–185500Ernst von Köckritz
- 1855–189200Eugen von Goßler (1823–1892)
- 1893–192000Kurt von Ravenstein
- 1920–192700Curt Hoffmann
- 1927–193000Hermann Neumann
- 1930–193200Ernst von Windheim (1891–1946) (vertretungsweise)
- 1932–193300Adolf von Thielmann (1879–1948)
- 1933–194300Friedrich Stucke
- 1943–194500Wilhelm Eckmann (1897–1945)

## Kommunalverfassung
Der Kreis Guhrau gliederte sich seit dem 19. Jahrhundert in die Städte Guhrau, Herrnstadt und Tschirnau, in Landgemeinden und in Gutsbezirke. Mit Einführung des preußischen Gemeindeverfassungsgesetzes vom 15. Dezember 1933 gab es ab dem 1. Januar 1934 eine einheitliche Kommunalverfassung für alle preußischen Gemeinden. Mit Einführung der Deutschen Gemeindeordnung vom 30. Januar 1935 trat zum 1. April 1935 im Deutschen Reich eine einheitliche Kommunalverfassung in Kraft, wonach die bisherigen Landgemeinden nun als Gemeinden bezeichnet wurden. Eine neue Kreisverfassung wurde nicht mehr geschaffen; es galt weiterhin wie seit 1881 die Kreisordnung für die Provinzen Ost- und Westpreußen, Brandenburg, Pommern, Schlesien und Sachsen vom 19. März 1881.

## Gemeinden
Der Kreis Guhrau umfasste zuletzt drei Städte und 107 Landgemeinden:
| - Akreschfronze - Alt Guhrau - Alt Neu Heidau - Austen - Backen - Bartschdorf - Bobile - Braunau - Bronau - Dahsau - Duchen - Ellguth - Friedrichsau - Gahle - Gaisbach - Geischen - Gimmel - Gleinig - Globitschen - Groß Kloden - Groß Räudchen - Groß Saul - Groß Tschuder - Groß Wiersewitz - Guhlau - Guhrau, Stadt - Gurkau - Heinzebortschen | - Heinzendorf - Herrndorf - Herrnlauersitz - Herrnstadt, Stadt - Hochbeltsch - Hünern - Irrsingen - Jästersheim - Juppendorf - Kadlewe - Kahrau - Kainzen - Kaltebortschen - Kamin - Kittlau - Klein Kloden - Klein Peterwitz - Klein Räudchen - Klein Saul - Klein Tschuder - Klein Wiersewitz - Königsbruch - Königsdorf - Konradswaldau - Korangelwitz - Kraschen - Kutscheborwitz - Langenau | - Lanken - Lendschütz - Leubel - Logischen - Lübchen - Mechau - Nahrten - Nechlau - Neudorf - Neuguth - Neuvorwerk - Nieder Tschirnau - Ober Tschirnau - Oderbeltsch - Osselwitz - Osten - Ostrawe - Peiskern - Pluskau - Reichen-Birkendorf - Rützen - Saborwitz - Sallschütz - Sandeborske - Schabenau - Schätz - Schlabitz - Schlaube | - Schmögerle - Schüttlau - Schwinaren - Seiffersdorf - Seitsch - Sophienthal - Sulkau - Tarpen - Tscheschen - Tscheschkowitz - Tschilesen - Tschirnau, Stadt - Tschistey - Tschwirtschen - Waldvorwerk - Wehlefronze - Wehrse - Wendstadt - Weschkau - Wikoline - Wilhelmsbruch - Woidnig - Zapplau - Zechen - Zeippern - Züchen |

Bis 1929 verloren die folgenden Gemeinden ihre Eigenständigkeit:
| - Bienowitz, am 30. September 1928 zu Tscheschkowitz - Birkendorf, am 30. September 1928 zu Reichen-Birkendorf - Graben, am 30. September 1928 zu Sallschütz - Groß Osten, am 30. September 1928 zu Osten - Heidchen, am 1. Oktober 1929 zu Schwinaren - Hengwitz, am 1. April 1939 zu Pluskau - Kahlau, am 30. September 1928 zu Gleinig - Klein Beltsch, am 30. September 1928 zu Gurkau - Klein Lauersitz, am 1. November 1928 zu Züchen - Klein Osten-Kittlau, am 30. September 1928 zu Kittlau - Mittel Friedrichswaldau, am 1. Oktober 1929 zu Kainzen - Nieder Ellguth, am 30. September 1928 zu Ellguth | - Nieder Friedrichswaldau, am 1. Oktober 1929 zu Guhrau - Nieder Schüttlau, am 30. September 1928 zu Schüttlau - Ober Ellguth, am 30. September 1928 zu Ellguth - Ober Friedrichswaldau, am 1. Oktober 1929 zu Guhrau - Ober Schüttlau, am 30. September 1928 zu Schüttlau - Porlewitz, am 1. Oktober 1929 zu Saborwitz - Reichen, am 30. September 1928 zu Reichen-Birkendorf - Sackerau, am 30. September 1928 zu Zapplau - Stadtvorwerk Herrnstadt, am 15. Oktober 1912 zur Stadt Herrnstadt - Stroppen, am 1. November 1928 zu Seiffersdorf - Tscheschenheide, am 30. September 1928 zu Sophienthal - Tschiläsen, am 1. Oktober 1929 zu Schlabitz |

## Ortsnamen
1936 und 1937 wurden mehrere Gemeinden umbenannt:
| - Akreschfronze → Akrau - Bobile → Wandelheim - Groß Tschuder → Steinbrück (Schlesien) - Heinzebortschen → Nordingen - Kadlewe → Fallbach, - Kaltebortschen → Grandingen - Klein Tschuder → Allhilf - Kutscheborwitz → Birkenhöhe - Nieder Tschirnau → Nieder Lesten - Ober Tschirnau → Ober Lesten - Ostrawe → Wallheim | - Saborwitz → Waffendorf - Sandeborske → Quelldorf - Schwinaren → Altring - Tscheschen → Finkenheide - Tscheschkowitz → Eichenhag - Tschilesen → Gepidau - Tschirnau → Lesten - Tschistey → Sandewalde - Tschwirtschen → Hortingen - Wehlefronze → Waldhagen - Woidnig → Waldfriedeck |

## Persönlichkeiten
- Konrad Tag (1903–1954), Glaskünstler und Graveur